# Музей Бакси
Музей Баксі (тур. Baksı Müzesi) —  художній музей в турецькій провінції Байбурт на Північному Сході Туреччини. Музей Баксі є музеєм сучасного мистецтва і традиційних ремесел. Метою музею є створення оригінального центру культурної взаємодії за участю традиційного і сучасного мистецтв в інтересах художників і дослідників, для того щоб оживити культурне середовище, зруйноване в результаті міграції, і сприяти стабільності культурної пам'яті.

## Розташування
Музей займає територію у 30 га. Розташований за 45 км від міста Байбурт. Стоїть на вершині пагорба в малонаселеній місцевості у селищі Байрактар (попередня назва Баксі). Назва баксі (бакши) в Центральній Азії означає «учитель, лікар, шаман» .

## Історія створення
Створити музей запропонував у 2000 році Хасаметтін Кокан, художник і просвітитель, народжений в Байбурті . Для того щоб втілити ідею в життя завдяки внескам добровольців, особливо художників, у 2005 році було створено фонд. Так Музей Баксі став соціальним проектом. 
Будівництво музею було завершене у 2010 році. До сьогодні музей не отримує жодного фінансування від держави.
Будівля музею досить незвична. Концептуальний проект був розроблений Метін Кокан і Хасаметтін Кокан, а реалізація проекту відбувалася під керівництвом архітектора Синана Генім .

## Музей Баксі сьогодні
На великій території  розташовані виставкові зали, майстерні, конференц-зал, бібліотека і гостьові будинки. Амфітеатр на 500 місць знаходиться в процесі будівництва. Число відвідувачів за рік становить близько 15 000 чоловік. В експозиції музею представлені роботи понад 160 сучасних художників.
В музеї постійно діють і доповнюються основні виставки – Виставка сучасного мистецтва (Contemporary art exhibition), Етнографічна виставка (Ethnographic exhibition).
Фонд бібліотеки музею налічує більше 10 тисяч примірників. Публікації представляють чотири основні теми: 
- Історія мистецтва
- Фольклор
- Турецькі і зарубіжні художники
- Каталоги музею та галереї.

Засновники та працівники музею переймаються долею містечка Байбурт, адже через міграцію воно втратило більшість свого населення. Тому музей прагне стимулювати економічне життя у Байбурті. З самого початку будівництва музею виникла ідея прибудування майстерень, які на сьогодні гарно функціонують. Ткацькі та гончарні майстерні орієнтовані на постійне виробництво і на залучення особливо жінок і молодих людей в економічне життя . 
У 2014 році музей Бакси отримав премію Європейського музейного форуму за створення діалогу між сільським і міським життям завдяки об'єднанню традиційних ремесел з сучасним мистецтвом. Музею була вручена перехідна бронзова статуетка «Жінка з прекрасними грудьми» Жоана Міро. Ця статуетка протягом року експонувалася в музеї. В цілому музей був удостоєний близько 30 різних нагород .